# Gare d’Aix-La Marsalouse
Gare d’Aix-La Marsalouse vasútállomás Franciaországban, Aix település La Marsalouse nevű részében.

## Vasútvonalak
Az állomást az alábbi vasútvonalak érintik:
- Palais-Eygurande-Merlines-vasútvonal

## Kapcsolódó állomások
A vasútállomáshoz az alábbi állomások vannak a legközelebb: